# Servette FC
Servette Genève är en schweizisk idrottsklubb.

## Historia
Servette FC grundades den 20 mars 1890. Klubben spelade från början, och under de första 115 åren, i den högsta schweiziska fotbollsdivisionen. 2005 relegerades Servette till 3:e divisionen efter att ha gått i konkurs. Ett år senare var man uppe i Challenge League, som den schweiziska andra divisionen kallas idag. Mellan 1902 och 2002 var Servette FC:s hemmaarena belägen i arbetarstadsdelen "Les Charmilles". 2002 flyttades klubben till Stade de Genève som byggdes inför Europamästerskapet i fotboll 2008.

## Meriter
- Axpo Super League (17): 1907, 1918, 1922, 1925, 1926, 1930, 1933, 1934, 1940, 1946, 1950, 1961, 1962, 1979, 1985, 1994, 1999
- Schweiziska cupen (7): 1928, 1949, 1971, 1978, 1979, 2001
- Schweiziska ligacupen (3): 1977, 1979, 1980

## Placering senaste säsonger
| Säsong  | Nivå | Liga                   | Placering | Referens | Notering |
| ------- | ---- | ---------------------- | --------- | -------- | -------- |
| 2021/22 | 1    | Schweiziska superligan | 6         | [ 1 ]    |          |
| 2022/23 | 1    | Schweiziska superligan | 2         | [ 2 ]    |          |
| 2023/24 | 1    | Schweiziska superligan | 3         | [ 3 ]    |          |

## Kända spelare
- Karl-Heinz Rummenigge
- Håkan Mild
- Sonny Anderson
- Kubilay Türkyilmaz
- Christian Karembeu
- Alexander Frei
- Philippe Senderos